# Eliseo Brown
Eliseo Brown  fue un futbolista argentino de ascendencia escocesa que jugaba como delantero. 
Jugó en Alumni con cuatro de sus hermanos (Carlos, Alfredo, Ernesto y Jorge) y con su primo Juan Domingo. Sus otros hermanos, Diego y Tomás, también fueron futbolistas.

## Carrera
Brown jugó para Alumni, donde se consagró como el máximo goleador de la Primera División en las temporadas 1906, 1907, 1908 y 1909.
Su característica más notable era su fuerte remate. En un partido en Montevideo rompió un travesaño y desmayó de un pelotazo a Saporiti, y en la final de Competencia (30 de agosto de 1906: Alumni vs. Belgrano Athletic, en Quilmes) no dejó “muy bien parado” al guardavalla adversario, puesto que concretó un remate y le dio en la zona genital. Se conoció más tarde que sus testículos tuvieron que ser amputados.

## Selección nacional
Fue internacional con la selección de fútbol de Argentina en 10 ocasiones y convirtió 6 goles.